# Liste des gouverneurs d'Oran
 (septembre 2023).
Si vous disposez d'ouvrages ou d'articles de référence ou si vous connaissez des sites web de qualité traitant du thème abordé ici, merci de compléter l'article en donnant les références utiles à sa vérifiabilité et en les liant à la section « Notes et références ».

Voici la liste des gouverneurs d'Oran, en Algérie.

## Gouverneurs d'Oran
- 1509: Pedro Navarro
- 1509-1510: Rui Días Álvares de Rojas
- 1510-1512: Diego Fernández de Córdoba
- 1512-1517: Martín de Argote
- 1517-1522: Diego Fernández de Córdoba y Arellano
- 1522-1523: Luis Fernández de Córdoba (première fois)
- 1523-1525: Luis de Cárdenas
- 1525-1531: Luis Fernández de Córdoba (deuxième fois)
- 1531-1534: Pedro de Godoy
- 1534-1558: Martín Alonso Fernández de Córdoba Montemayor y Velasco
- 1558-1564: Alonso de Córdoba y Fernández de Velasco
- 1564-1565: Andrés Ponce de León
- 1565-1567: Hernán Tello de Guzmán
- 1567-1571: Pedro Luis Galcerán de Borja y Castrópinos
- 1571-1573: Felipe Galcerán de Borja
- 1573-1574: Diego Fernández de Córdoba (première fois)
- 1574-1575: Luis de Bocanegra
- 1575-1585: Martín de Córdoba y Velasco
- 1585-1589: Pedro de Padilla
- 1589-1594: Diego Fernández de Córdoba (deuxième fois)
- 1594-1596: Gabriel Niño de Zúñiga
- 1596-1604: Francisco de Córdoba y Velasco
- 1604-1607: Juan Ramírez de Guzmán
- 1607-1608: Diego de Toledo y Guzmán
- 1608-1616: Felipe Ramírez de Arellano
- 1616-1625: Jorge de Cárdenas Manrique
- 1625-1628: Antonio Sancho Davila y Toledo
- 1628-1632: Francisco González de Andía y Irarrazábal y Zárate
- 1632-1639: Antonio de Zúñiga y de la Cueva (première fois)
- 1639-1643: Álvaro de Bazán Manrique de Lara y Benavides
- 1643-1647: Rodrigo Pimentel Ponce de León
- 1647-1652: Antonio de Zúñiga y de la Cueva (deuxième fois)
- 1652-1660: Antonio Gómez Dávila Toledo y Osorio
- 1660-1666: Gaspar Felipe de Guzmán
- 1666-1672: Fernando Joaquín Fajardo de Requeséns y Zúñiga
- 1672-1675: Diego de Portugal
- 1675-1678: Iñigo de Toledo y Osorio
- 1678-1681: Pedro Andrés Ramírez de Guzmán y Acuña
- 1681-1682: Gaspar Portocarrero
- 1682-1683: Pedro Félix José de Silva y Meneses
- 1683-1685: Juan de Villalpando
- 1685-1687: Antonio Paniagua de Loaysa y Zúñiga
- 1687: Diego de Bracamonte
- 1687-1691: Félix Nieto da Silva
- 1691-1692: Jean-Louis d'Orléans
- 1692-1697: Andrés Copola
- 1697-1701: Gonzalo Arias Dávila Pacheco Coloma y Borja
- 1701-1704: Juan Francisco Manrique de Araña
- 1704-1707: Carlo Carafa
- 1707-1708: Melchor Avellaneda y Sandoval Rojas y Ramiro

## Bey d'Oran
- 1708-1732: Moustapha Bouchlaghem Bey

## Gouverneurs d'Espagne
- 1732: Álvaro de Navia Osorio y Vigil
- 1733: Antonio Arias del Castillo
- 1733-1738: José Vallejo
- 1738-1742: José Basilio de Aramburu
- 1742-1748: Alexandre de la Mothe
- 1748-1752: Pedro de Algaín
- 1752-1758: Juan Antonio de Escoiquiz
- 1758-1765: Juan Martín Zermeño (première fois)
- 1765-1768: Cristóbal de Córdoba
- 1767-1770: Victorio Alcondolo Bolognino Visconti
- 1770-1774: Eugenio Fernández de Álvarado y Perales Hurtado y Colomo
- 1774-1778: Juan Martín Zermeño (deuxième fois)
- 1778-1779: Luís de Carajal
- 1779-1785: Pedro Guelif
- 1785-1789: Luís de la Casas y Aragon
- 1789-1790: Manuel Pineda de la Torre y Solís
- 1790-1791: Joaquín Mayone y Ferrari
- 1791-1792: Juan de Courten

## Beys d'Oran
- 1792-1799: Mohammed Bey el-Kebir
- 1799-1802: Osman Bey
- 1802-1805: Mustafa Bey al-Manzalah (première fois)
- Vers 1805-1807: Mohammed Mekalich Bey
- 1807: Mustafa Bey al-Manzalah (deuxième fois)
- 1807-1812: Mohamed Bou Kabous Bey
- 1812-1817: Ali Kora Bargli
- 1817-1831: Hassan Bey